# A Hero A Fake
A Hero A Fake was een Amerikaanse metalcoreband afkomstig uit Charlotte, North Carolina.

## Biografie
De band werd opgericht door Eric Morgan, Justin Brown en Lenin Hernandez terwijl zij nog op de middelbare school (Olympic High School) zaten. Zij noemden de band oorspronkelijk Nothing Gold Can Stay, maar besloten tijdens het tapen van hun eerste demo toch door het leven te gaan als A Hero A Fake. In juni 2005 bracht de band haar nieuwe ep Click Click uit, met de kersvers gerekruteerde drummer Evan Kirkley. Met de ep stapten ze af van de post-hardcore die hun eerste demo kenmerkte, maar gingen in plaats daarvan muziek maken met een metalcore-geluid.
In 2006 gingen Eric Morgan en Justin Brown naar de Universiteit, wat betekende dat ze ieder weekend heen en weer zouden reizen tussen Raleigh en Charlotte om de band in leven te houden. Op 28 oktober 2008 bracht de band vervolgens haar door Jamie King geproduceerde debuutalbum, Volatile, uit, nadat de band even daarvoor een contract had ondertekent bij Victory Records. Alternative Press benoemde de band als band to know voor 2009. Dat jaar toerde de band extensief langs de oostkust van de Verenigde Staten.
Op 19 januari 2010 bracht de band vervolgens haar tweede album,  Let Oceans Lie, uit. Dat voorjaar toerde de band als het hoofdprogramma van de Rise of Victory Tour, met ondersteunende optredens van labelgenoten Farewell to Freeway en Before There Was Rosalyn. Waarna ze in het najaar van 2010 op pad gingen met de  Blood In The Water tour.
Na bijna een jaar niet opgetreden te hebben kondigde de band op 9 november een nieuwe tour aan, die hen voor het eerst in hun carrière langs Californië zou leiden. Kort na het uitkomen van het derde studioalbum van de band, The Future Again, kondigde de band op 26 augustus aan dat ze er mee zouden stoppen. Hun laatste concert gaven ze in hun thuisstad Charlotte.

## Bezetting
Laatste line-up
- Justin Brown – vocalen (2004–2013)
- Eric Morgan – gitaar (2004–2013)
- Patrick Jeffers – gitaar (2006–2013)
- Evan Kirkley – drums (2005, 2010–2013)

Voormalige leden
- Alex Avigliano – gitaar], schone vocalen (2004–2009)
- Peter Gwynne – drums (2006–2007)
- Matt Davis – bas (2006–2010)
- Tim Burgess – drums (2007–2010)
- Stacy Grosch – bas, schone vocalen (2010)
- Joshua Taddeo – bas, schone vocalen (2010–2011)
- Chris Rosser – bas (2012–2013)
- Brendon Campau – drums (2004)

## Discografie
Studioalbums
- Volatile (2008)
- Let Oceans Lie (2010)
- The Future Again (2012)

Ep's
- Friends Are Family (2005)